# Fürj

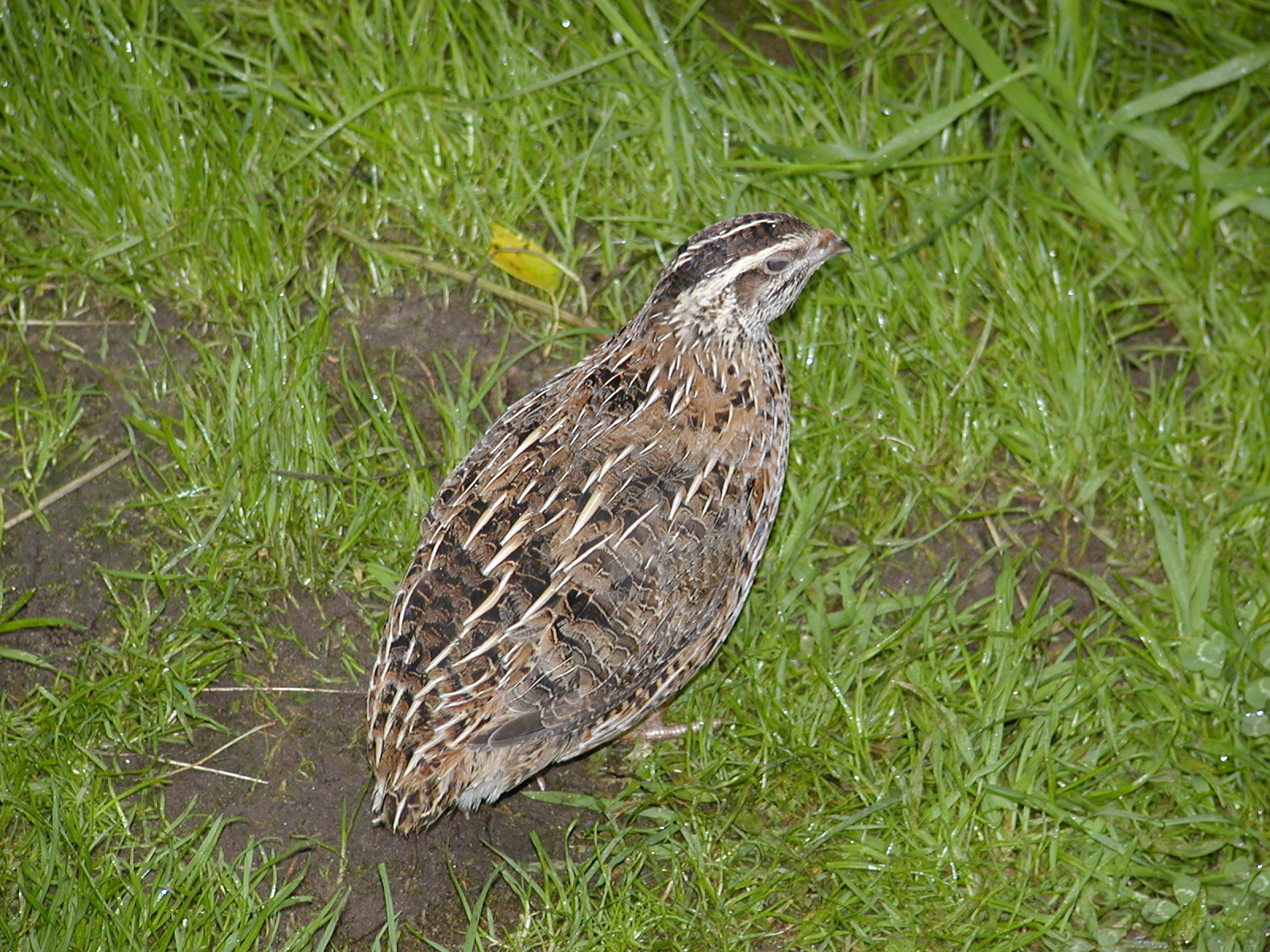
A tojó

A fürj (Coturnix coturnix) a madarak osztályának tyúkalakúak (Galliformes) rendjébe és a fácánfélék (Phasianidae) családjába tartozó faj.

## Előfordulása
Európában és Ázsiában költ. Az eurázsiai kontinensen költő alfajok vonulnak, a telet az Európában költő madarak Észak-Afrikában és száheli zónában, az ázsiai madarak Indiában töltik.
Afrika Szaharától délre található területein (elsősorban Kelet- és Dél-Afrikában), valamint Madagaszkár szigetén állandóan egy helyben élő, nem vonuló populációk élnek.
Sikeresen betelepítették Réunion és Mauritius szigetére. Sikertelen betelepítési kísérletek történtek az Amerikai Egyesült Államokba, Tahitire, a Seychelle-szigetekre, Ausztráliába és Új-Zélandra is.
A természetes élőhelye a sík- és dombvidéki mezőgazdasági területek, ahol főleg gabona- és lóheremezőkön, illetve extenzíven használt vagy parlagon levő réteken honos.

## Alfajai
- eurázsiai fürj (Coturnix coturnix coturnix) (Linnaeus, 1758) – Európa és Ázsia mérsékelt övi részén él, telelni Észak-Afrikába és Indiába vonul.
- kanári-szigeteki fürj (Coturnix coturnix confisa) (Hartert, 1917) – a Kanári-szigeteken, az Azori-szigeteken és Madeirán élő, nem vonuló alfaj.
- afrikai fürj (Coturnix coturnix africana) (Temminck & Schlegel, 1849) – Afrika keleti és déli részén honos. A Madagaszkáron és a Comore-szigeteken élő madarakat is ebbe az alfajba vonják be.

- azori fürj (Coturnix coturnix conturbans) — az Azori-szigeteken
- zöld-foki-szigeteki fürj (Coturnix coturnix inopinata) (Hartert, 1917) – a Zöld-foki-szigeteken honos.
- etióp fürj (Coturnix coturnix erlangeri) (Zedlitz, 1912) – Etiópia hegyvidékein él.

## Megjelenése
Testhossza 16–18 centiméter, a szárnyfesztávolság 32–35 centiméter, testtömege 75–135 gramm. A hím kicsit kisebb, mint a tojó. Nyaka és begye rozsdabarna, fehér foltokkal, fekete pettyekkel; háta vörhenyesbarna, finom fekete mintázattal; alsóteste fehéres-sárga, csőre szürke, lába rózsaszín.
Nyaranta kora hajnalban hallatja jellegzetes „pity-palaty” hangját, melyről a népies pitypalaty-madár nevét is kapta. Felröppenésekor halk „krak-krak” hangot is hallat.

## Életmódja
A telet Dél-Európában, illetve Észak-Afrikában tölti. A fürjek tavasszal április végén, május elején érkeznek, az őszi vonulás augusztus végén indul és szeptember végén, október elején fejeződik be. Kisebb társaságokban a földön futva és rövid távolságra repülve szokott vonulni. Vonuláskor a szeles idő sokat elpusztít közülük. Tápláléka a rovarok, magvak, bogyók és zsenge hajtások. Aratáskor a kipergett gabonamagvakat is összeszedi, ezzel kárt nem tesz, rovarirtással viszont nagy hasznot hajt. Fő tápláléka évi átlagban 86,3% növényi és 13,7% állati eredetű. Húsa és tojása ízletes – bár vándorlása egyes szakaszaiban mérgező növényeket fogyasztva a húsa átmenetileg mérgezővé válhat, a méregért a tarlóvirágot, a bürököt vagy a hunyorfajokat próbálták felelőssé tenni, de még nincs döntő bizonyíték egyikre sem. Magyarországon védett (nem vadászható-) faj!

## Szaporodása
Talajba kapart mélyedésbe készíti fészkét, melyet jól elrejt a növényzet közé. Fészekalja 9-13 tojásból áll, melyen 16-17 napig kotlik.
Az egyedül kotló tojó nagyon eltökélten ül a tojásokon, csak legvégső esetben menekül el zavarás esetén. A hím a legtöbbször a kotlás során a fészek közelében tartózkodik és őrködik.A fiókák fészekhagyók és kikelésük után azonnal elhagyják a fészket. A fiatal fürjek életük tizenegyedik napján már rövid repüléseket hajtanak végre és 20 napos korukra teljesen röpképesek és három-négy hónapos korukban már ivarérettek.
A fürj évente kétszer-háromszor költ.  
|  |  |

## Kárpát-medencei előfordulása
Magyarországon elterjedt fészkelő, állománya erősödik, a Földközi-tenger partján telel, elsősorban az Ibériai félszigeten, és Északnyugat-Afrikában.